# Сотирис Каяфас
Сотирис Каяфас (на гръцки: Σωτήρης Καϊάφας) е известен кипърски футболист, състезавал се единствено за отбора на „Омония“ и кипърския национален отбор. Носител е на Златната обувка на Европа и е считан за най-добрия кипърски футболист в историята и за един от двамата най-добри спортисти на Кипър за 20 век.

## Кариера
През 70-те години на миналия век център-нападателят Каяфас е героят на „Омония“ Никозия. През сезон 1975/76 става първият и единствен кипърски футболист, спечелил Златната обувка като най-добър голмайстор в Европа, след като отбелязва 39 гола. За 11 години Каяфас става осем пъти голмайстор на първенството, включително четири пъти подред от 1979 нататък. Тези постижения са рекорди в историята на първенството. Неговите голове имат решаващ принос за 9-те титли на „Омония“ в първенството през тези 11 години.